# شاهدخت هاشیهیتو نو آناهوبی
شاهدخت هاشیهیتو نو آناهوبی انگلیسی: 穴穂部間人皇女, Anahobe no Hashihito no Himemiko؛ ۵۶۰ – ۶۲۱ (سن ۶۱) خواهر ناتنی و همسر امپراتور یومی و مادر شاهزاده شوتوکو تایشی بود.